# Thilo Jahn

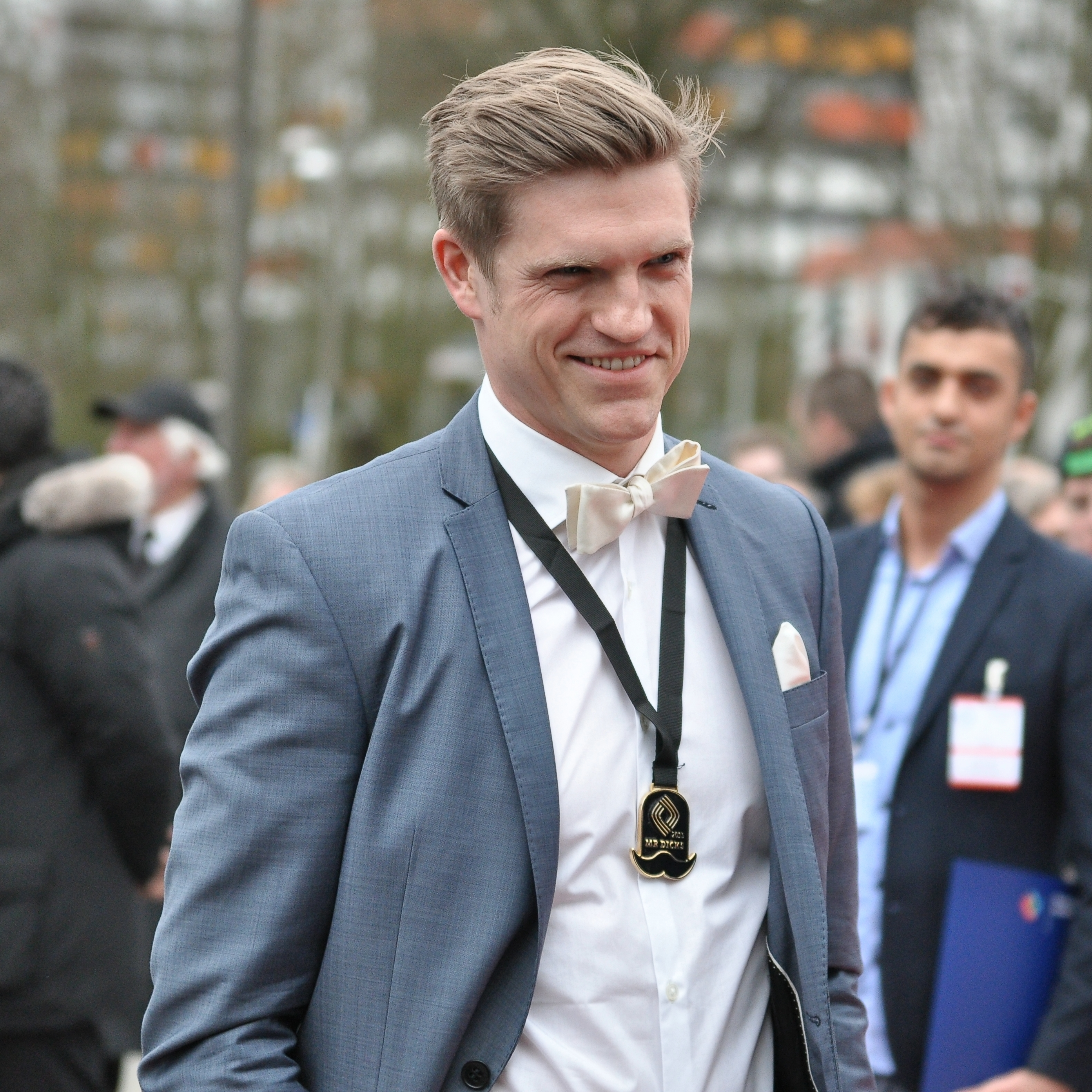
Thilo Jahn vann tv-priset Grimme Preis 2015

Thilo Jahn, född 2 februari 1982 i Pforzheim, är en tysk journalist och programledare som arbetar på tyskspråkiga program i Sveriges Television, Utbildningsradion och Sveriges Radio.
Jahn har varit programledare för bland annat Anaconda auf Deutsch 2009 i SVT. Han är producent för nyhetssändningen Nachrichten auf Deutsch på UR som handlar om ungdomskulturen i Tyskland. Han är även producent för den andra säsongen av Kamikaze på Utbildningsradion. Thilo Jahn är bosatt i Tyskland och arbetar sedan 2003 i ARD. Sedan 2011 är han programledare för kulturprogrammet Einsweiter och jobbar på radiostationen Deutschlandfunk Nova. 2015 fick han TV-priset "Grimme Preis." Thilo Jahn jobbar för kulturformatet WDR WESTART och vann priset "Deutscher Radiopreis 2019" i kategorin "Bestes Nachrichten- und Informationsformat."